# Baszk pelota
A baszk pelota vagy pelota (baszk: pilota, spanyol: pelota vasca) a világ egyik legrégebbi sportja, a mai fallabda őse. 
Legalább két játékos vagy két csapat felváltva üt egy labdát az ütközőfalnak, a frontónnak, amíg az egyik fél pontot nem szerez a szabályok szerint. Az nyer, aki előbb elér egy bizonyos számú pontot.

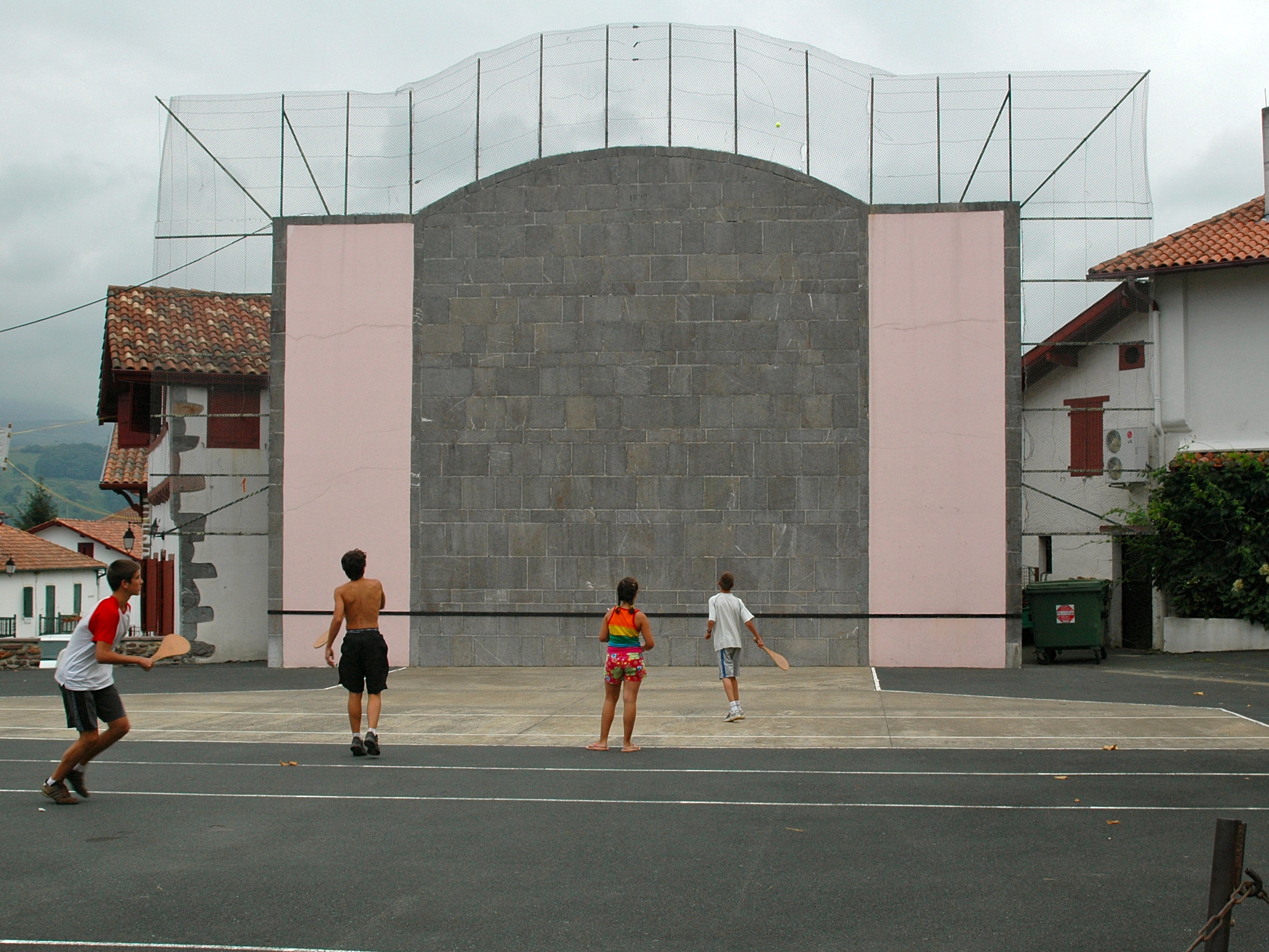
Fiatalok pelotát játszanak

Napjainkban leginkább a baszkoknál és az Amerikai Egyesült Államokban élő, spanyol anyanyelvű latinóknál népszerű, de latin-amerikai országokban is játsszák.
A játék gyökerei más civilizációk öröksége, amelyet a baszkok adaptáltak és alakítottak át saját jellemzőikkel.
A görög és egyéb ősi kultúrákra vezethetők vissza. A világ legősibb pelotapályája egyes vélemények szerint a mexikói Uxmalban feltárt, VII. századi maja romváros egyik tere lehetett. 
A pelota szó a vulgáris latin "pilotta" (labdajáték) szóból származik. Ez a szó a "pila" szó becézése.
A játékot ma több országban is játsszák, Európán belül Spanyolországban (főleg Baszkföldön) és Franciaországban, Latin-Amerikán belül Argentínában, Chilében, Uruguayban és Kubában. Az Egyesült Államokban jai alai-nak hívják, és Florida, Connecticut, Nevada és Rhode Island államokban is űzik ezt a sportot.
Valenciában nemzeti sportnak számít.
A játékot a nemzetközi szövetség szabályai szerint négy különböző pályán játsszák (30 méteres, 36 méteres, 56 méteres fallal, illetve a Trinquete-ben ismert pályán, ami 28,5 méter hosszú).